# Everytime
"Everytime"은 미국의 음악가 브리트니 스피어스의 네 번째 음반 In the Zone의 싱글이다. 이 노래는 In the Zone의 세 번째 싱글로 자이브 레코드에 의해 2005년 5월 17일 미국에서 발매되었다. 당시 미국의 팝 가수 저스틴 팀버레이크와 결별한 후, 브리트니의 친구 아넷 아르타니가 백 보컬을 맡았다. 특히 이 노래는 아넷과 브리트니가 함께 공동 작사를 했다. 한편 2002년 발매되었던 저스틴 팀버레이크의 노래 "Cry Me a River"의 답가인것으로도 추정되었다. "Everytime"은 발라드 풍의 노래이다. 이 노래의 가사는 옛 애인이 남긴 상처에 대한 향변을 요구하고 있다.
"Everytime"은 단순한 가사와 리듬으로 인한 유기적인 느낌으로 좋은 평을 들었다. "Everytime"은 오스트레일리아, 헝가리, 아일랜드와 영국에서 1위를 차지했으며, 대부분의 국가에서 상위 10위권 진입을 했다. 이 노래는 또한 브리트니의 대형 투어에서 세트리스트로 선택되었는데, The Onyx Hotel Tour (2004)와 The Circus Starring Britney Spears (2009)에서 사용되었었다.

## 라이브 퍼포먼스
2003년 10월 18일 브리트니 스피어스는 미국 코미디쇼 SNL에서 스물아홉번째 시즌으로 "Everytime"을 공연했다. 또한 2003년 11월 17일 방영된 Britney Spears: In the Zone 특별 콘서트가 ABC에서 방영되기도 했었다. 또한 스피어스의 투어인 The Onyx Hotel Tour에서 2004년 동안 "Everytime" 공연이 이루어졌었다. 투어를 시작하기 전, 브리트니는 "세상 사람들에게 내가 하고싶은 말을 해주는거 같다"라며 심경을 고백하기도 했었다. 스피어스는 공연동안 화려한 무지개색 드레스를 입고 꽃으로 뒤덮인 정원에서 피아노에 앉아 동영상 간주곡으로 시작했다. 동영상이 끝나자 피아노 연주를 하고 그 뒤, 일어나 무대 중심부로 이동하면서 노래를 불렀다. 뉴욕 타임즈의 닐 스트라우스는 "비디오를 동행한 유일한 노래"라고 소개했다. 이후 2009년 있었던 The Circus Starring Britney Spears에서도 세트리스트에 포함시켰다. 한편 2009년 8월 20일, 해밀턴 쇼에서 공연을 수행하기도 했었다.

## 트랙 리스트
| - 리믹스 CD 싱글 1. "Everytime" — 3:50 2. "Everytime" (Hi-Bias Radio Remix) — 3:29 3. "Everytime" (Above & Beyond Radio Mix) — 3:47 4. "Everytime" (The Scumfrog Vocal Mix) — 9:53 - CD 싱글 1. "Everytime" - 3:50 2. "Everytime" (Hi-Bias Radio Remix) - 3:29 3. "Everytime" (Above & Beyond Radio Mix) - 3:47 4. "Don't Hang Up" - 4:02 - 영국 축음기 레코드반 1. "Everytime" (Hi-Bias Radio Remix) — 3:29 2. "Everytime" (Above & Beyond Radio Mix) — 3:47 3. "Everytime" (The Scumfrog Vocal Mix) — 9:53 | - 미국 축음기 레코드반 1. "Everytime" (The Scumfrog Vocal Mix) — 9:53 2. "Everytime" (Valentin Remix) — 3:28 3. "Everytime" (Above & Beyond's Club Mix) — 8:46 4. "Everytime" (Dr. Octavo's Transculent Mixhsow Edit) — 5:18 - The Singles Collection 박스세트 싱글 1. "Everytime" — 3:50 2. "Everytime" (Above & Beyond Club Mix) — 8:46 |

## 차트 및 인증
| 차트 (2004)                  | 최고 기록 |
| ---------------------------- | --------- |
| 오스트레일리안 싱글 차트     | 1         |
| 오스트리안 싱글 차트         | 4         |
| 벨기안 싱글 차트 (플랜더스)  | 4         |
| 벨기안 싱글 차트 (왈로니아)  | 5         |
| 캐나디안 싱글 차트           | 2         |
| 체코 에어플레이 차트         | 6         |
| 덴마크 싱글 차트             | 5         |
| 네덜란드 탑 40               | 4         |
| 핀란드 싱글 차트             | 18        |
| 프랑스 싱글 차트             | 2         |
| 독일 싱글 차트               | 4         |
| 그리스 싱글 차트             | 15        |
| 헝가리안 싱글 차트           | 1         |
| 아이리쉬 싱글 차트           | 1         |
| 노르웨이 싱글 차트           | 3         |
| 스웨덴 싱글 차트             | 3         |
| 스위스 싱글 차트             | 7         |
| 영국 싱글 차트               | 1         |
| 미국 빌보드 핫 100           | 15        |
| 미국 빌보드 탑 40 메인스트림 | 5         |